# لواء الذيب
```

```

لواء الذئب هو لواء أسس لمحاربة القاعدة في مدينة الموصل عام 2004م. ومنذ عام 2006م، ضم 2,000 عنصر تحت إشراف وزارة الداخلية، دُرب وسُلح من قبل القوات الأمريكية. يعتقد بضلوعه في تصفية عدد من سكان الموصل لأسباب طائفية. انتهى اللواء بدخول تنظيم الدولة الإسلامية إلى الموصل أواخر عام 2014م، وتمت إعادة تأسيسه، لكنه عاد كلواء عادي في الجيش العراقي.